# (+)-アブシシン酸-8'-ヒドロキシラーゼ
(+)-アブシシン酸-8'-ヒドロキシラーゼ（(+)-abscisic acid 8'-hydroxylase）は、カロテノイド生合成酵素の一つで、次の化学反応を触媒する酸化還元酵素である。
(+)-アブシシン酸 + NADPH + H+ + O2 {\displaystyle \rightleftharpoons } 8'-ヒドロキシアブシシン酸 + NADP+ + H2O
反応式の通り、この酵素の基質は(+)-アブシシン酸、NADPH、H+とO2で、生成物は8'-ヒドロキシアブシシン酸、NADP+とH2Oである。
この酵素は酸化還元酵素に属する。O2を酸化剤として酸素原子を組み込み還元させる。組み込む酸素原子はO2から誘導される必要はなく酸素を含有する他の供与体からでもいい。組織名はabscisate,NADPH:oxygen oxidoreductase (8'-hydroxylating)で、略して(+)-ABA 8'-hydroxylase、ABA 8'-hydroxylaseとも書かれる。